# 475080 Jarry
475080 Jarry este o planetă minoră (asteroid) din centura de asteroizi. A fost descoperită pe 26 octombrie 2005 la Nogales de Jean-Claude Merlin⁠(d) și a fost numită după Alfred Jarry. 
Obiectul prezintă o orbită caracterizată de o semiaxă mare de 2,3859848855805 UAi, o excentricitate de 0,22123850336462, o înclinație de 2,1516585661203 ° în raport cu ecliptica.